# Rwanda (språk)
Rwanda, kinyarwanda är ett bantuspråk som är officiellt språk och modersmål för samtliga etniska grupper i Rwanda. Språket talas också i Uganda och Tanzania, och har sammanlagt cirka tio miljoner talare.

## Grammatik

### Substantiv
Kinyarwanda använder 16 av bantusubstansklasserna.  Ibland grupperas dessa i 10 par så att de flesta singular- och pluralformer av samma ord ingår i samma klass.  Tabellen nedan visar de 16 substantivklasserna och hur de är parade i två vanliga system.
| Wikipedia | Wikipedia har en upplaga på Rwanda (språk). |